# Xiuwen
Xiuwen (修文县,  Xiūwén Xiàn) ist ein chinesischer Kreis der bezirksfreien Stadt Guiyang, der Hauptstadt der Provinz Guizhou im Südwesten der Volksrepublik China. Er hat eine Fläche von 1.073 km² und zählt 280.900 Einwohner (Stand: Ende 2018).
Die Yangming-Höhle und der Yangming-Ahnentempel (Wang Yangming) (Yangming dong he Yangming ci 阳明洞和阳明祠) steht seit 2006 auf der Liste der Denkmäler der Volksrepublik China (6-731).